# كأس أيرلندا الشمالية 2011–12
كأس أيرلندا الشمالية 2011–12 (بالإنجليزية: 2011–12 Irish Cup)‏ هو الموسم 132 من  كأس أيرلندا. أقيم خلال الفترة 17 سبتمبر 2011 وحتى 5 مايو 2012، وأشرف على تنظيمه الاتحاد الأيرلندي لكرة القدم، وكان عدد الأندية المشاركة فيه  116، وفاز فيه نادي لينفيلد.